# Lamontøya
Lamontøya est une île norvégienne située dans le Ginevrabotnen, entre la baie de Lamontbukta et le Kapp Brown (Terre d'Olav V) au Svalbard.
L'île est ainsi nommée d'après James Lamont (1828-1913), explorateur écossais.